# 햄버그 스테이크
햄버그 스테이크(영어: Hamburg Steak)는 쇠고기를 갈아내어 뭉쳐서 만든 프리카델레의 일종인 스테이크이며, 스테이크 중에서 가장 많이 익히는 스테이크이다. 대한민국에서는 함박 스테이크로 부르기도 하는데, 이는 일본식 발음인 "한바구(ハンバーグ)"에서 들어온 발음이다. 떡갈비와 유사하다.

## 역사
원래 몽골이 고기를 연하게 하기 위해 안장에 넣어 다녔다는 이야기가 전한다. 그 후 이동에 용이하게 고기를 갈던 것이 유라시아 전역에 퍼지게 되었다. 갈은 고기를 뭉쳐 한 덩어리로 익혀 먹는 요리법이 흑해, 지중해 지역을 비롯, 무역 상단을 통해 북해와 발트해로도 퍼지게 되었으며, 다진 채소나 전분, 계란, 소금과 후추 등의 양념을 첨가하는 방법으로 발전하였다. 결국 독일의 함부르크 지역에서 현재의 것과 유사한 햄버그 스테이크가 되었다. 이것이 미국으로 넘어가 부드러운 빵 사이에 끼워서 먹게 된 것이 지금의 햄버거이다.

## 같이 보기
- 프리카델레
- 커틀릿
- 미트볼
- 햄버거

## 참고 문헌
- McWilliams, Mark (2012). 《The Story Behind the Dish》. ABC-CLIO. ISBN 9780313385100.